# باشگاه فوتبال هیانگن اسپورت
هیانگن اسپورت یک تیم فوتبال کالدونیای جدید از هیانگن است که در سوپر لیگ کالدونیای جدید بازی می کند.

## تاریخچه
این باشگاه در هیانگن، استان شمالی در سال ۱۹۹۷ تأسیس شد و اولین شرکت خود را در سوپر لیگ کالدونیای جدید در سال ۱۹۹۹ در خاک فرانسه انجام داد. هیانگن سه بار قهرمان لیگ ملی شده است، اولین بار در سال ۲۰۱۷، پس از کسر دو امتیاز به دلیل عدم ارائه داوران، مربیان واجد شرایط یا تیم‌های جوانان توانست عنوان قهرمانی را بدست بیاورد.
این باشگاه پس از موفقیت در جام کالدونیای جدید، دو بار در دور هفتم جام حذفی فرانسه شرکت کرد. در طول نسخه ۲۰۱۴، هیانگن ۲–۱ به پویسی، یک باشگاه از لیگ ملی ۳ شکست خورد. بعداً در سال ۲۰۱۶، آنها ۳–۲ مقابل اپرنای شامپاین، که او هم در لیگ ملی ۳ بود، شکست خوردند. در سال ۲۰۱۹، این باشگاه دوباره در جام حذفی فرانسه به رقابت پرداخت، اما در دور هفتم مقابل پیروتس وائوبان استراسبورگ ۳–۱ شکست خورد.
آنها قهرمان لیگ قهرمانان اقیانوسیه ۲۰۱۹ شدند و به اولین تیم کالدونیای جدید تبدیل شدند که این کار را انجام می‌دهند. در این مسیر آنها تنها یک گل دریافت کردند. در فینال، آن‌ها با نتیجه ۱–۰ با گل آنتوان روینی، تیم مگنتا را شکست دادند.
در سال ۲۰۱۹، آنها دومین باشگاه اقیانوسیه‌ای غیر از استرالیا یا نیوزیلند شدند که در جام باشگاه‌های جهان شرکت کردند (پس از هیکاری یونایتد از پاپوآ گینه نو در سال ۲۰۱۰). در جام باشگاه های جهان ۲۰۱۹، آنها در مرحله پلی آف در ۱۱ دسامبر به مصاف میزبان، تیم السد قطر رفتند. هیانگن موفق شد آنها را به وقت اضافه برساند. آنتوان روینی توانست تنها گل تیم را به ثمر برساند، اما السد دو بار در وقت اضافه گلزنی کرد و هیانگن با نتیجه ۳–۱ حذف شد.

## افتخارات

### داخلی
سوپر لیگ کالدونیای جدید
- قهرمانی (۳): ۲۰۱۷، ۲۰۱۹، ۲۰۲۱

جام حذفی کالدونیای جدید
- قهرمانی (۴): ۲۰۱۳، ۲۰۱۵، ۲۰۱۹، ۲۰۲۰

### بین‌المللی
لیگ قهرمانان اقیانوسیه
- قهرمانی: ۲۰۱۹